# Volksgerichtshof
Der Volksgerichtshof (VGH) wurde am 24. April 1934 als Sondergericht zur Aburteilung von Hoch- und Landesverrat gegen den NS-Staat eingerichtet. 1936 wurde der Volksgerichtshof ein ordentliches Gericht. Seinen Sitz hatte er zunächst im Gebäude des früheren Preußischen Landtags und später im ehemaligen Wilhelms-Gymnasium in Berlin, Bellevuestraße 3. Von August 1944 bis Januar 1945 tagte der Volksgerichtshof auch im Plenarsaal des Kammergerichts Berlin, Elßholzstraße 30–33. Hier fanden die Schauprozesse gegen die Männer und Frauen des 20. Juli 1944 statt. Keiner der beteiligten Richter und Staatsanwälte wurde nach 1945 von einem bundesdeutschen Gericht rechtskräftig verurteilt.

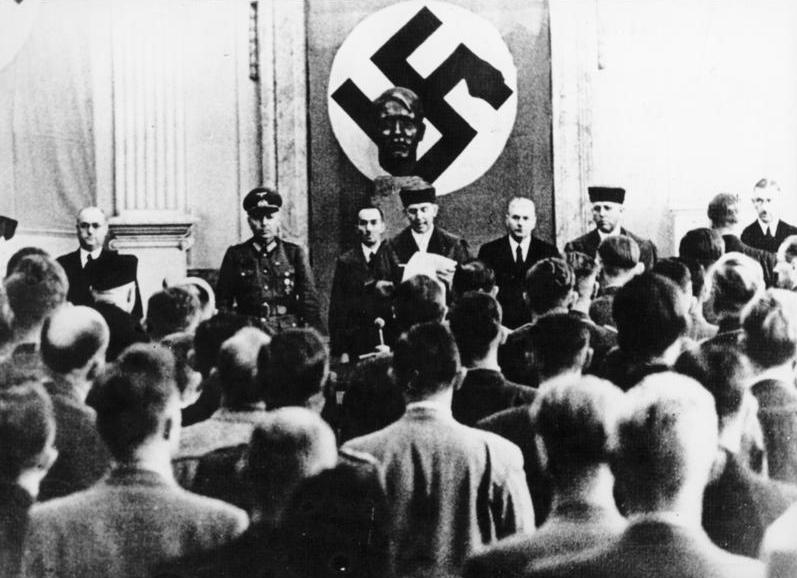
Verkündung des Urteils gegen die Mitglieder des Kreisauer Kreises am 6. August 1944 durch Roland Freisler, den Präsidenten des Volksgerichtshofes, im umgestalteten Festsaal des Kammergerichts in Berlin

## Ideologische Vorgeschichte
Die Schaffung eines Nationalgerichtshofes war eine alte Forderung der NSDAP: Schon im Artikel 19 ihres Parteiprogramms vom 24. Februar 1920 forderte sie den „Ersatz für das der materialistischen Weltordnung dienende römische Recht durch ein deutsches Gemein-Recht“, während Artikel 18 gleich anschaulich schilderte, wie dieses Recht beispielsweise auszusehen hätte: „Gemeine Volksverbrecher, Wucherer, Schieber usw. sind mit dem Tode zu bestrafen.“
Konsequenterweise wurde im Verlauf des kurzlebigen Putsches vom November 1923 auch ein Nationaltribunal als Oberster Gerichtshof eingesetzt, das ohne Revision nur zwei Urteilssprüche kennen sollte: „Schuldig“ bedeutete die Todesstrafe, „nicht schuldig“ bedeutete den Freispruch. Es war vorgesehen, Todesurteile innerhalb von drei Stunden nach dem Urteilsspruch zu vollstrecken.

## Gründung

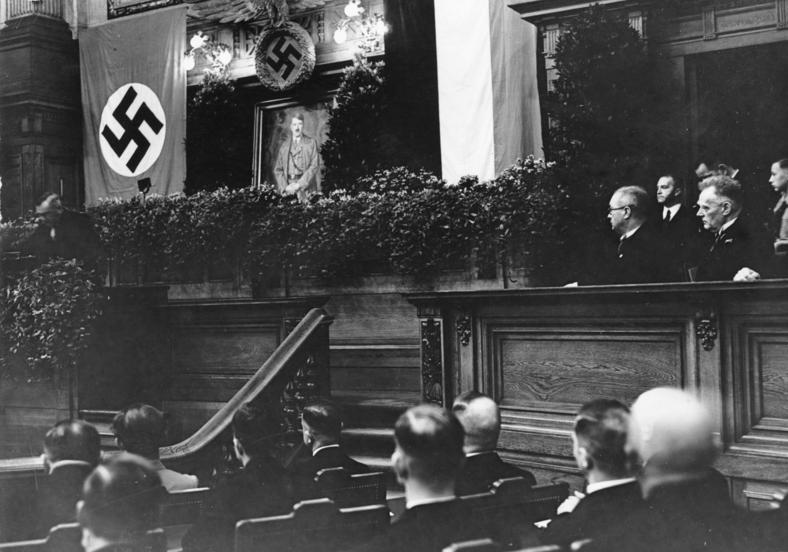
Eröffnung der Sitzung des Volksgerichtshofs im Gebäude des Preußischen Landtages in Berlin am 14. Juli 1934 durch Reichsjustizminister Franz Gürtner (am Rednerpult links). Geschäftsführender Präsident Fritz Rehn und Vizepräsident Wilhelm Bruner auf der Empore

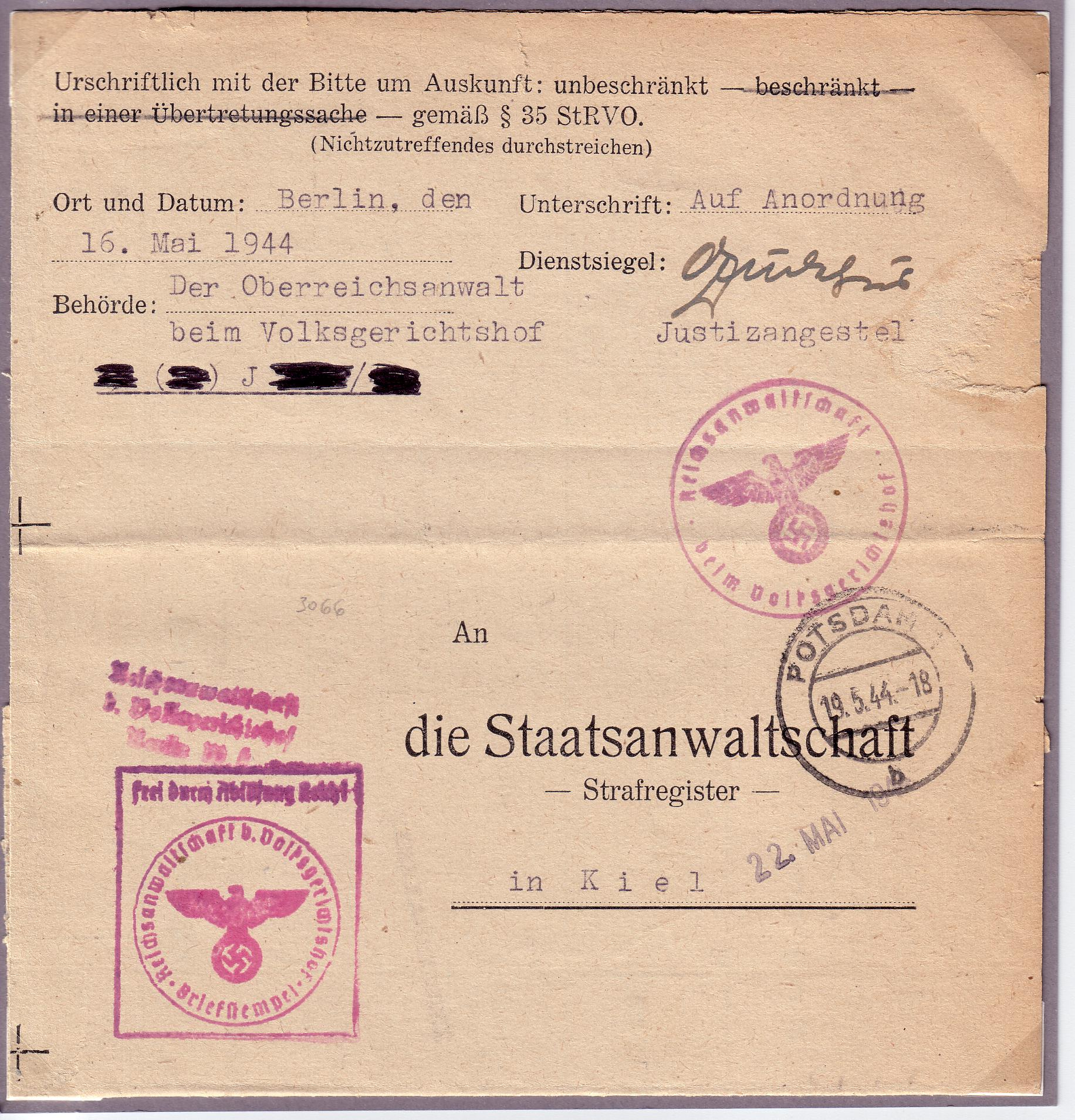
Dienstbrief des Oberreichsanwaltes beim Volksgerichtshof

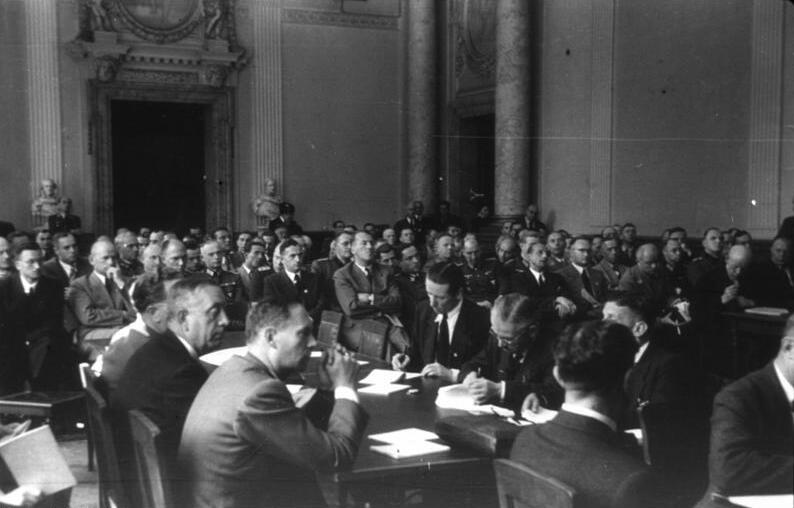
Ausgewählte Zuschauer in einem Prozess nach dem Attentat vom 20. Juli 1944 im Festsaal des Berliner Kammergerichts: Genau in der Mitte Ernst Kaltenbrunner in Zivil

Nachdem im Reichstagsbrandprozess vor dem Reichsgericht der mutmaßliche Täter Marinus van der Lubbe zwar zum Tode verurteilt, Ernst Torgler, Georgi Dimitroff und zwei weitere Funktionäre der Kommunistischen Partei aber freigesprochen worden waren, beschloss Adolf Hitler, politische Straftaten der unabhängigen Justiz zu entziehen, und ordnete die Bildung des von ihm so benannten Volksgerichtshofs an. Diese erfolgte durch Artikel III des Gesetzes zur Änderung von Vorschriften des Strafrechts und des Strafverfahrens vom 24. April 1934, das am 2. Mai des Jahres in Kraft trat.
Am 14. Juli 1934 fand in der Prinz-Albrecht-Straße 5 eine Versammlung hochrangiger Persönlichkeiten und NS-Funktionäre statt; auf dieser proklamierte NS-Justizminister Franz Gürtner den Volksgerichtshof für eröffnet. Dieser wurde zunächst als Sondergericht eingerichtet, welches am 1. August 1934 in Berlin die Arbeit aufnahm. In der ersten Zeit seines Bestehens bemühten sich hochrangige Regierungsvertreter um die Verlegung von bereits laufenden Gerichtsverfahren gegen Regimegegner an den Volksgerichtshof. So soll aufgrund einer persönlichen Intervention von Hermann Göring das am Reichsgericht in Leipzig mit der Anklageerhebung eingeleitete Justizverfahren gegen die Anführer der linkssozialistischen Widerstandsgruppe „Der Rote Stoßtrupp“ 1934 an den Volksgerichtshof verlegt worden sein. Dieses Verfahren war der zweite Prozess des Sondergerichts überhaupt. Mit Gesetz vom 18. April 1936 wurde der Volksgerichtshof in ein so genanntes ordentliches Gericht umgewandelt.
Nach dem „Anschluss“ Österreichs an das Deutsche Reich wurde die Zuständigkeit des Volksgerichtshofes am 20. Juni 1938 auch auf Österreich ausgedehnt.

## Zuständigkeit und Verfahren
Seine Aufgabe war zunächst die Aburteilung von Hochverrat und Landesverrat; sie wurde später auf weitere Strafvorschriften ausgeweitet. Spruchkörper des Gerichts waren bis zu sechs Senate. Ein Senat setzte sich aus zwei Berufsrichtern und drei sogenannten ehrenamtlichen Volksrichtern, in der Regel Parteifunktionären, Offizieren oder hohen Beamten, zusammen. Die Richter wurden von Adolf Hitler auf Vorschlag des Justizministers ernannt. Als Richter wurde nur berufen, wer als zuverlässig im nationalsozialistischen Sinne galt.
Organisation und Gerichtsverfahren waren – unter Missachtung rechtsstaatlicher Grundsätze – auf kurze Prozesse ausgerichtet. Gegen die Entscheidung des Volksgerichtshofes war kein Rechtsmittel zulässig (Art. III § 5 Abs. 2 des Gesetzes vom 24. April 1934, s. o.).
Eine freie Wahl des Verteidigers bestand nicht. Der Angeklagte musste sich die Person des Verteidigers vom Vorsitzenden des Senats genehmigen lassen (Art. IV § 3 des Gesetzes vom 24. April 1934). Verteidiger und Angeklagter erhielten oft erst einen Tag oder gar wenige Stunden vor der Hauptverhandlung Kenntnis von den Anklagevorwürfen. Beide kannten einander bis dahin oft nicht oder konnten keinen Kontakt zueinander aufnehmen.
Der Verurteilte erhielt in Hoch- und Landesverratssachen keine Abschrift des Urteils. Er durfte lediglich unter Aufsicht eines Justizbeamten Einsicht nehmen.
Der Volksgerichtshof tagte zunächst im Gebäude des Preußischen Landtags in der Prinz-Albrecht-Straße  5 (heute Abgeordnetenhaus von Berlin). Von 1935 bis zur Zerstörung am 3. Februar 1945 hatte der Volksgerichtshof seinen Sitz im ehemaligen Wilhelms-Gymnasium in der Bellevuestraße 15, unweit vom Potsdamer Platz. Auf dem Gelände steht heute das Sony Center. Einige Prozesse fanden im Gebäude des Kammergerichts in Berlin-Schöneberg statt, darunter der Schauprozess am 8. August 1944 gegen Unterstützer des Attentats vom 20. Juli 1944. Auf Hitlers Befehl hin wurde dieser Prozess gefilmt.
Daneben, zunehmend mit fortschreitendem Kriege, urteilte der Volksgerichtshof in verschiedenen Städten des Deutschen Reiches – weniger, um es dem Gerichtspräsidenten Roland Freisler zu ermöglichen, seine Urteile in besonderer Weise vor der jeweils sorgfältig ausgewählten und in großer Anzahl hergestellten Öffentlichkeit zu verkünden, sondern aus ganz „praktischen“ Erwägungen:
Die Zahl der anhängigen Verfahren, häufig gegen eine Mehrzahl von – fast ausnahmslos inhaftierten – Angeklagten gerichtet, nahm enorm zu. Der Transport der in aller Regel tatort- und wohnsitznah (beispielsweise in Konzentrationslagern) einsitzenden Häftlinge zum Gerichtsort war unerwünscht und hätte vor allem den Volksgerichtshof ebenso logistisch überfordert wie derjenige der ebenso in aller Regel ortsnah wohnhaften ehrenamtlichen Richter. Aus diesem Grunde sprach der Volksgerichtshof insgesamt, und nicht nur der 1. Senat unter Freislers Vorsitz, zunehmend im Umherziehen „Recht“.
Am 1. Januar 1943 hatte der Volksgerichtshof 47 Berufsrichter und 95 ehrenamtliche Richter, darunter 30 Offiziere, vier Polizeioffiziere und 48 SA-, SS-, NSKK- und HJ-Führer. 1944 war die Zahl der ehrenamtlichen Beisitzer auf 173 gestiegen. Am VGH waren 179 Staatsanwälte tätig.

## Propagandafilm „Verräter vor dem Volksgericht“

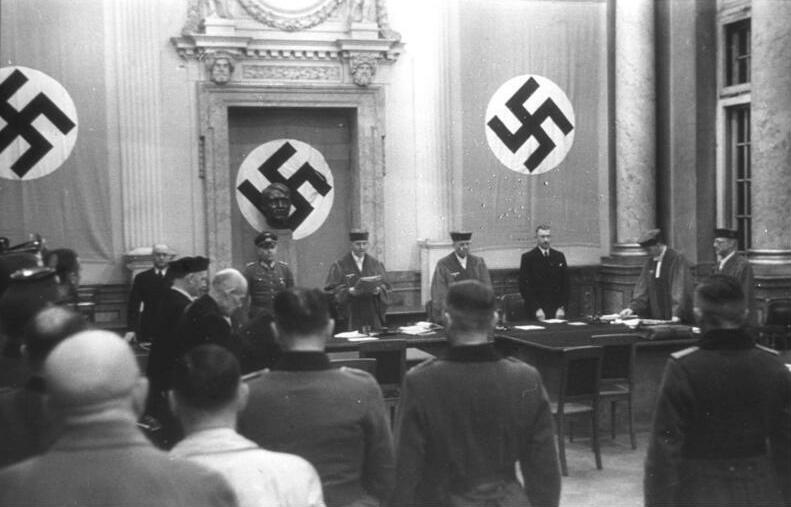
Der Volksgerichtshof nach dem 20. Juli 1944. Die mittlere Fahne enthielt am rechten Hakenkreuzarm die Öffnung zum Filmen der Angeklagten. Sie ist dort als eine Verbreiterung erkennbar.

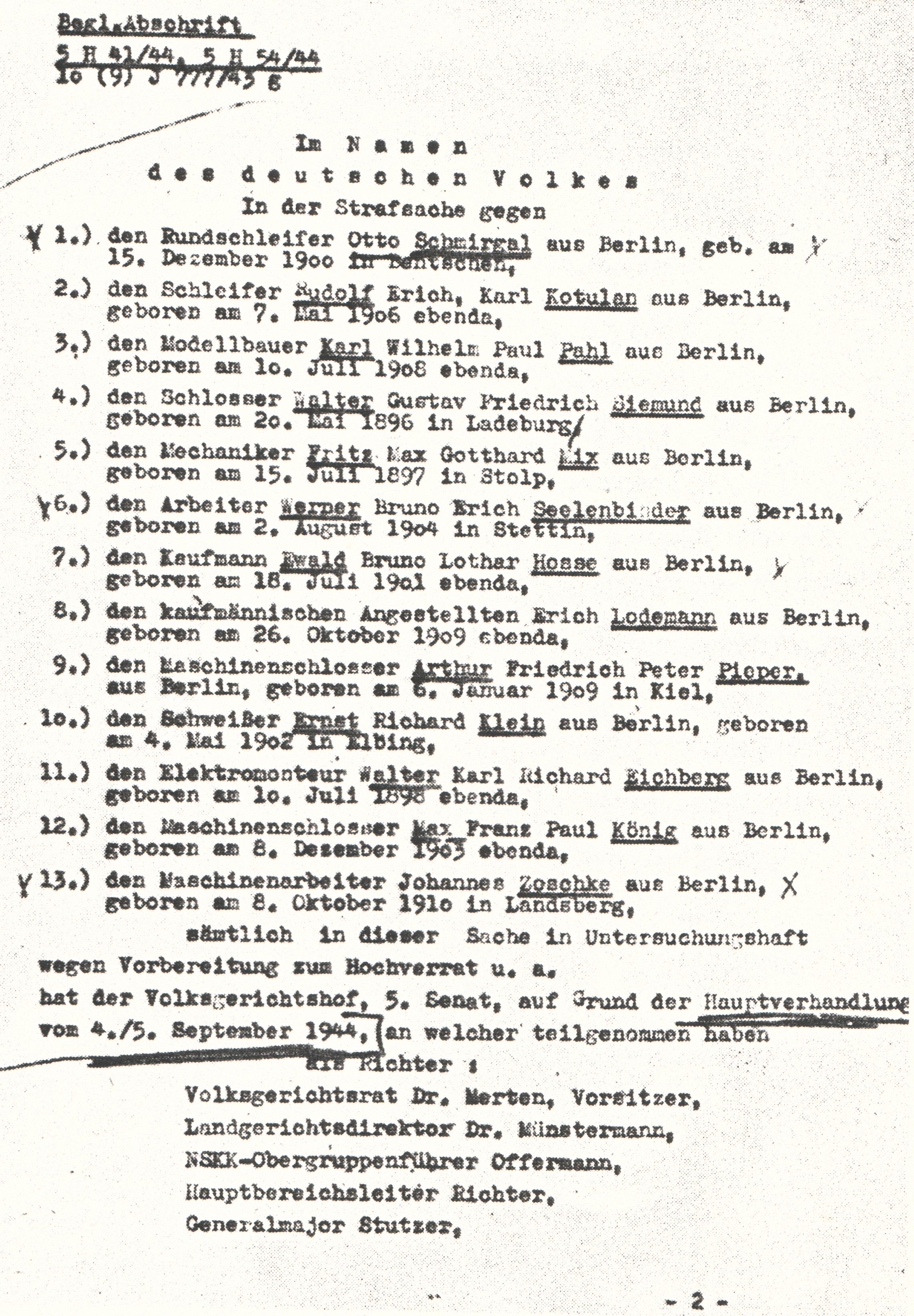
Todesurteil des Volksgerichtshofs gegen Schmirgal, Siemund, Eichberg, Seelenbinder und Lodemann (6. September 1944)

Nach dem fehlgeschlagenen Attentat vom 20. Juli 1944 führte der VGH mehrere Schauprozesse gegen Beteiligte am militärischen Widerstand im Plenarsaal des Berliner Kammergerichts durch. Grund war Hitlers Wunsch, diese Verhandlungen für einen Propagandafilm mit verborgenen Kameras filmen zu lassen, wofür jedoch der Verhandlungssaal an seinem Sitz in der Bellevuestraße aus Kapazitäts- oder anderen Gründen als ungeeignet erschien. Die Wahl für einen besseren Tagungsort fiel auf den Festsaal des Kammergerichts, was die bereitwillige Zustimmung des dortigen Präsidenten Johannes Block fand. Vom August 1944 bis Januar 1945 verhängte der Volksgerichtshof viele seiner über 200 Todesurteile gegen die Verschwörer, oft unter dem Vorsitz Freislers, im Festsaal des Kammergerichts vor Hunderten handverlesenen Zuschauern.
Die ebenfalls erstellten Tonmitschnitte wurden aber als filmtechnisch unzureichend beurteilt, weil Freisler oft bei der Verhandlung schrie. Den Ausgleich zwischen seiner Stimme und den verhältnismäßig leisen Antworten der Angeklagten konnte oder wollte niemand herstellen. Neben den Filmaufnahmen wurden auch umfangreiche stenographische Aufzeichnungen erstellt.
Nach Kriegsende 1945 wurde kontrovers diskutiert, ob das Urteil gegen die Widerstandskämpfer bereits vor der Hauptverhandlung festgestanden habe. Angesichts der im Film nachvollziehbaren und von vielen Zeugen beschriebenen Verhandlungsführung Freislers muss davon ausgegangen werden, dass die Verurteilungen bereits im Vorfeld als Zielsetzung festgelegt worden waren. Der Film mit den Aufnahmen von 1944 wurde erstmals 1979 öffentlich aufgeführt. Eine zuvor immer wieder behauptete Unabhängigkeit des Volksgerichtshofs wurde damit auch für eine breitere Öffentlichkeit widerlegt.
Dass die Urteile gegen die Widerstandskämpfer des 20. Juli bereits vor Verhandlungsbeginn weitestgehend feststanden, legt auch die Entstehungsgeschichte dieser Filmaufnahmen nahe. Angedacht war, den Film nach seiner Fertigstellung unter dem Titel Verräter vor dem Volksgericht möglichst landesweit in Kinos aufzuführen. Das Filmmaterial sollte für die Deutsche Wochenschau und in Dokumentarfilmen aufbereitet werden. Das Propagandamaterial sollte zur Abschreckung dienen und die Opposition gegen Hitler – durch Vorführung eines mit Scheinlegalität ausgestatteten Verfahrens – gleichsam moralisch vernichten.
Der unwillentlich farcenhafte Auftritt Freislers durchkreuzte dies aber schon von vornherein. In den Augen der Öffentlichkeit hätte eine derartige Szenerie keinen unparteiischen Eindruck hinterlassen. Der Vorsitzende hatte mit psychopathisch autoritärer Verhandlungsführung den Angeklagten keinerlei Gelegenheit zur Verteidigung gegeben, und seine auf Vernichtung angelegten Vorhalte an die Angeklagten ließen keinen Zweifel an der bereits feststehenden Absicht der Verhängung von Todesstrafen. Zudem traten die Angeklagten trotz aller Demütigungsversuche in gewissenhafter Haltung auf, vertraten konsequent ihre meist christlichen Motive und sprachen Verbrechen des NS-Regimes wie Massenmorde teils offen an. Daher wurde das Filmmaterial – anders als ursprünglich vorgesehen – umgehend zur „Geheimen Reichssache“ erklärt und gelangte im NS-Staat nur in kleinen vertraulichen Kreisen zur Aufführung.
Laut Aussagen der beteiligten Kameraleute war auch die vorweg geplante Hinrichtung der Attentäter Teil des Films. Dazu wurden in der Hinrichtungsstätte Plötzensee Scheinwerfer, Mikrophone und Tonfilmkameras aufgebaut, bevor die Anweisung Hitlers, sie „wie Schlachtvieh aufzuhängen“, gemäß der Zeugenaussagen auf sehr entehrende Weise Folge geleistet und gefilmt wurde. Dieser Teil des Films ist allerdings bis heute verschollen.

## Aufgabe

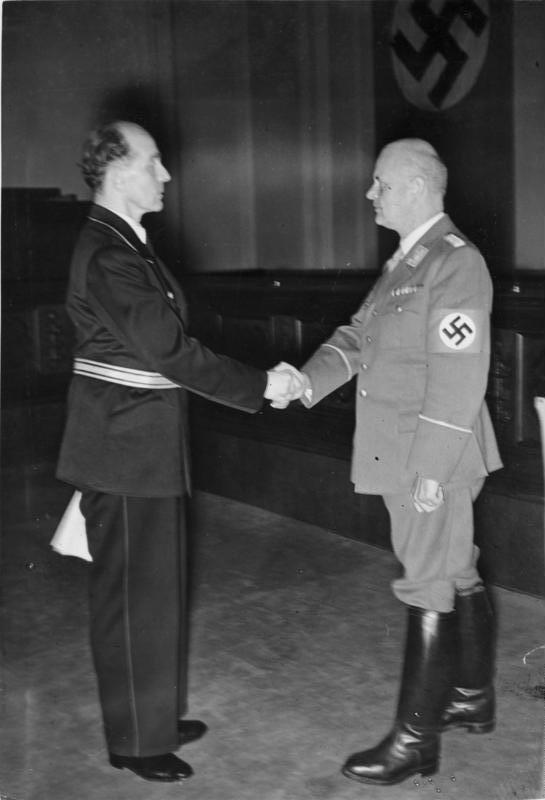
Amtseinführung von Roland Freisler (links) durch Reichsjustizminister Otto Georg Thierack, den Amtsvorgänger

Otto Georg Thierack, bis 1942 Präsident des Volksgerichtshofs und seither Reichsminister der Justiz, bescheinigte diesem eine „volkshygienische Aufgabe“: es sollte die „Seuchengefahr“, die von den Angeklagten ausging, bekämpfen. Am 5. Januar 1943 bei der Einführung des neuen Oberlandesgerichtspräsidenten in Stettin erläuterte Thierack sie im typisch nationalsozialistischen Vokabular, dass es darauf ankomme, „den gesunden Körper unseres Volkes unter allen Umständen unversehrt und kräftig zu erhalten“.

## Präsidenten
- Fritz Rehn (geschäftsführend), 1. Juli 1934 – 18. September 1934
- Wilhelm Bruner (geschäftsführend), 19. September 1934 – 30. April 1936
- Otto Georg Thierack, 1. Mai 1936 – 19. August 1942
- Roland Freisler, 20. August 1942 – 3. Februar 1945
- Wilhelm Crohne (geschäftsführend), 4. Februar 1945 – 11. März 1945
- Harry Haffner, 12. März 1945 – 24. April 1945

## Instrument des Justizterrors
Die Zahl der Todesurteile stieg mit Kriegsbeginn 1939 sprunghaft an. 1936 ergingen elf Todesurteile, 1943 waren es 1662, somit gegen etwa die Hälfte der überhaupt vor dem Volksgerichtshof angeklagten Personen. Bis 1945 wurden rund 5200 Todesurteile vollstreckt. Für eine Verurteilung genügten Vergehen wie gegen die Verordnung über außerordentliche Rundfunkmaßnahmen, also die Verbreitung von Nachrichten abgehörter „Feindsender“, abwertende Bemerkungen über den Führer (Hitler) oder Zweifel am sogenannten „Endsieg“.
Im August 1942 wurde Roland Freisler Präsident des Volksgerichtshofs. Er führte seine Verhandlungen mit besonderem Fanatismus und demütigte die Angeklagten in besonderem Maße. Sein Senat verhängte besonders oft Todesurteile – über 5.200. Freisler zählte den Volksgerichtshof zu den „Panzertruppen der Rechtspflege“. Das Gebäude Bellevuestraße 15 wurde bei dem schweren Luftangriff der USAAF vom 3. Februar 1945 zerstört. An dem Tag sollte die Verhandlung gegen den späteren Richter des Bundesverfassungsgerichts Fabian von Schlabrendorff stattfinden. Aufgrund des Luftangriffs wurde Freisler auf dem Fluchtweg in den nächsten Luftschutzkeller tödlich verletzt.
Der Volksgerichtshof verurteilte unter anderem Mitglieder der Widerstandsgruppen „Rote Kapelle“, Bästlein-Jacob-Abshagen-Gruppe, „Weiße Rose“, „Edelweißpiraten“ bzw. Kreisauer Kreis, der Gruppe Maier-Messner-Caldonazzi und die Verschworenen des Attentats vom 20. Juli 1944 um Oberst Graf Stauffenberg.
Die Todesurteile wurden in der heutigen Gedenkstätte Plötzensee vollzogen.

## 1945 geplante (Teil-)Verlegung nach Bayreuth, anschließendes Ende

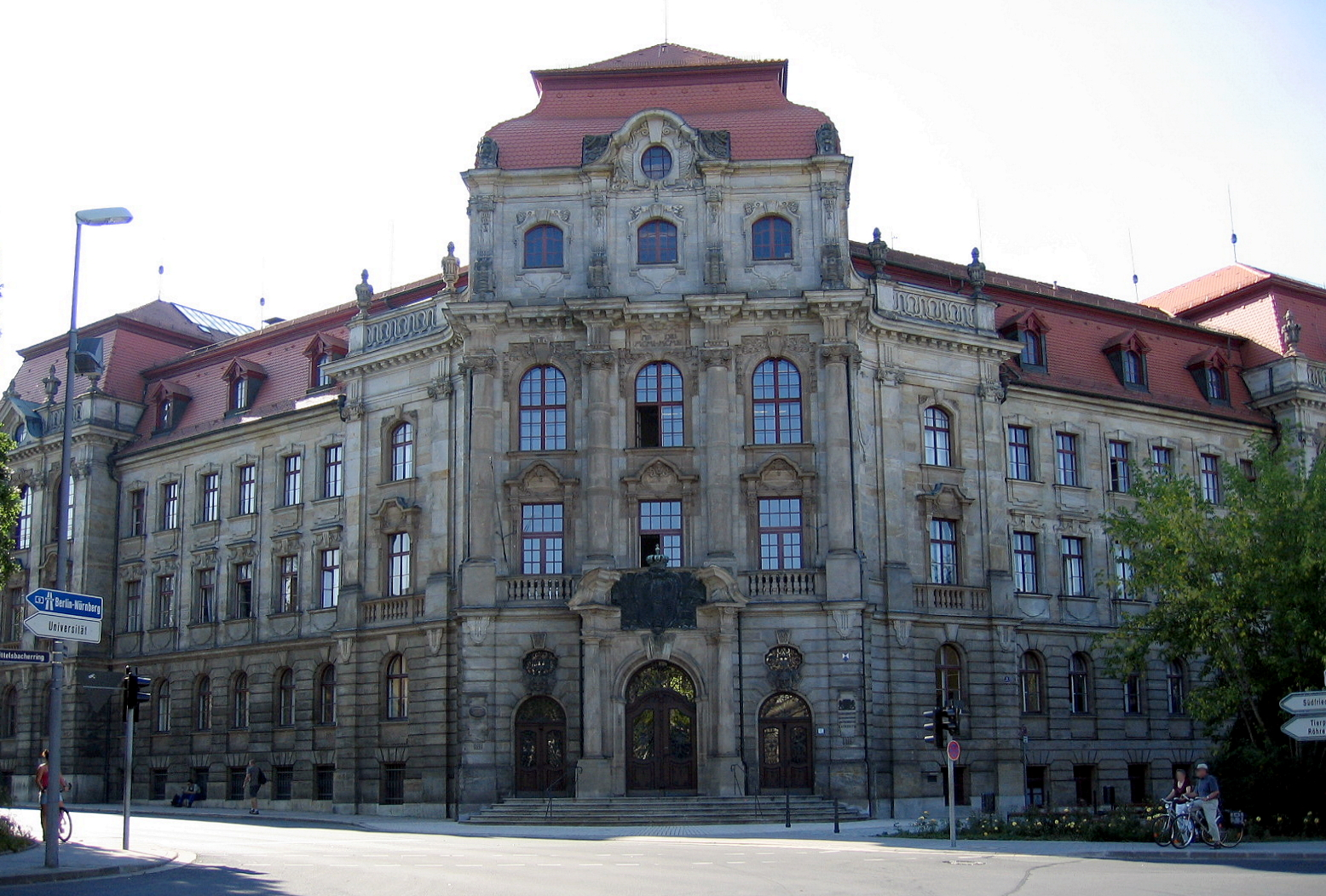
Justizpalast Bayreuth

Ab Herbst 1944 tagte der Volksgerichtshof mehrfach im Saal 100 des Justizpalasts der damaligen Gauhauptstadt des Gaus Bayerische Ostmark, Bayreuth. Nachdem am 3. Februar 1945 das Gebäude des Volksgerichtshofes nach Bombardements zerstört war, ordnete Hitler zwei Tage später an, den Volksgerichtshof nach Potsdam auszulagern und die für Hoch- und Landesverrat zuständigen Senate nach Bayreuth zu verlegen. Bereits am 6. Februar begann der Abtransport der Häftlinge, ab dem Berliner Westhafen zunächst in Kohlenbunkern von Lastkähnen sechs Tage lang bis Coswig. Während dieser Fahrt, wie auch beim anschließenden Transport ab dem 11. Februar in vier überfüllten Güterwagen, waren die Häftlinge Fliegerangriffen und unmenschlicher Behandlung durch das begleitende Wachpersonal der Gestapo ausgesetzt. Mehrere Personen starben, am 17. Februar kamen 193 männliche und 28 weibliche Gefangene in Bayreuth an.
Im 3. Reisebericht des I. Staatsanwalts Otto Gündner an den Reichsjustizminister vom 14. Februar heißt es: „Die bisher für die Sondergerichte Bamberg, Bayreuth und Würzburg zuständige Richtstätte in Frankfurt/Main ist für den Gefangenentransport nicht mehr zu erreichen. Ich rege an, in Bayreuth eine neue Richtstätte zu schaffen …“ Die beabsichtigte Verlegung der beiden Senate und die Errichtung einer Hinrichtungsstätte kam infolge der sich überschlagenden Kriegsereignisse nicht mehr zustande.
Die wegen der näherrückenden Front für den 14. April angesetzte Erschießung aller in Bayreuth inhaftierten politischen Gefangenen fand nicht mehr statt, da am gleichen Tag US-amerikanische Soldaten die Stadt erreichten. Die Gefangenen des Zuchthauses, darunter der spätere Bundestagspräsident Eugen Gerstenmaier, wurden an jenem Vormittag von ihrem geflohenen Mithäftling Karl Ruth befreit.
Der letzte Präsident des Volksgerichtshofes Harry Haffner versuchte schließlich Ende April 1945, nach der Verlegung der Reichsregierung nach Schleswig-Holstein, erfolglos noch einmal den Volksgerichtshof in Bad Schwartau neu zu etablieren. Aber die Regierung Dönitz zog schon Anfang Mai, vom Süden Schleswig-Holsteins, weiter in den Sonderbereich Mürwik. Der VGH wurde dabei offenbar nicht mit verlegt. Die Besetzung Bad Schwartaus durch die englischen Truppen am 2. Mai 1945 verhinderte darüber hinaus weitere Aktivitäten des Volksgerichtshofs.
Am 20. Oktober 1945 löste der Alliierte Kontrollrat mit der Proklamation Nr. 3 den Volksgerichtshof endgültig auf.

## Der Volksgerichtshof und die Nachkriegsjustiz

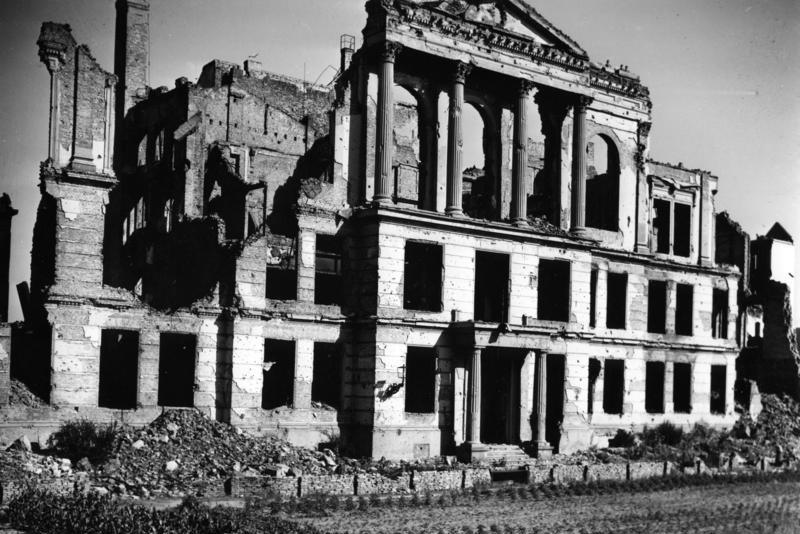
Ruine des Volksgerichtshofs, in der Berliner Bellevuestraße, 1951

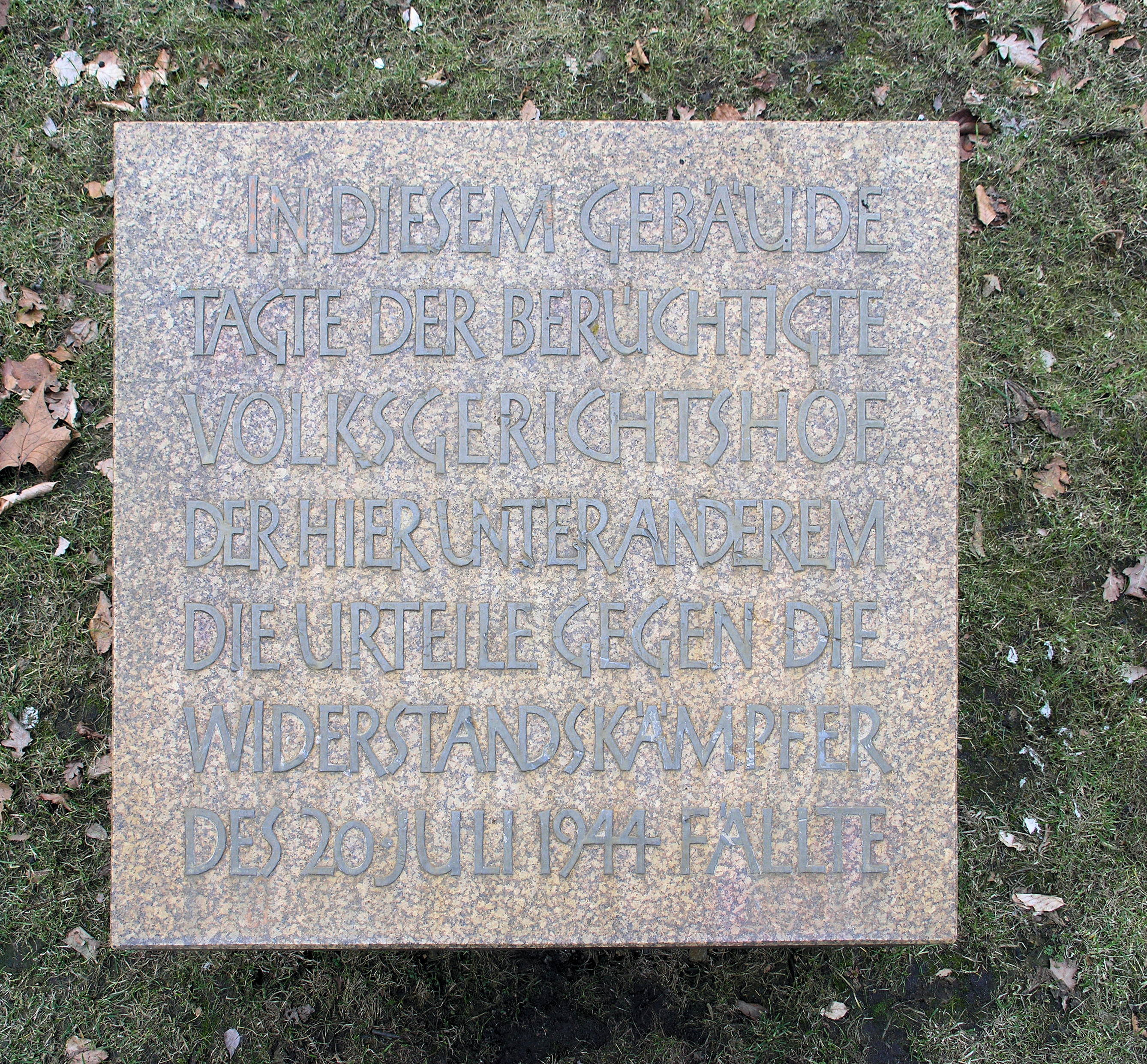
Gedenktafel am Haus Potsdamer Straße 186, in Berlin-Schöneberg

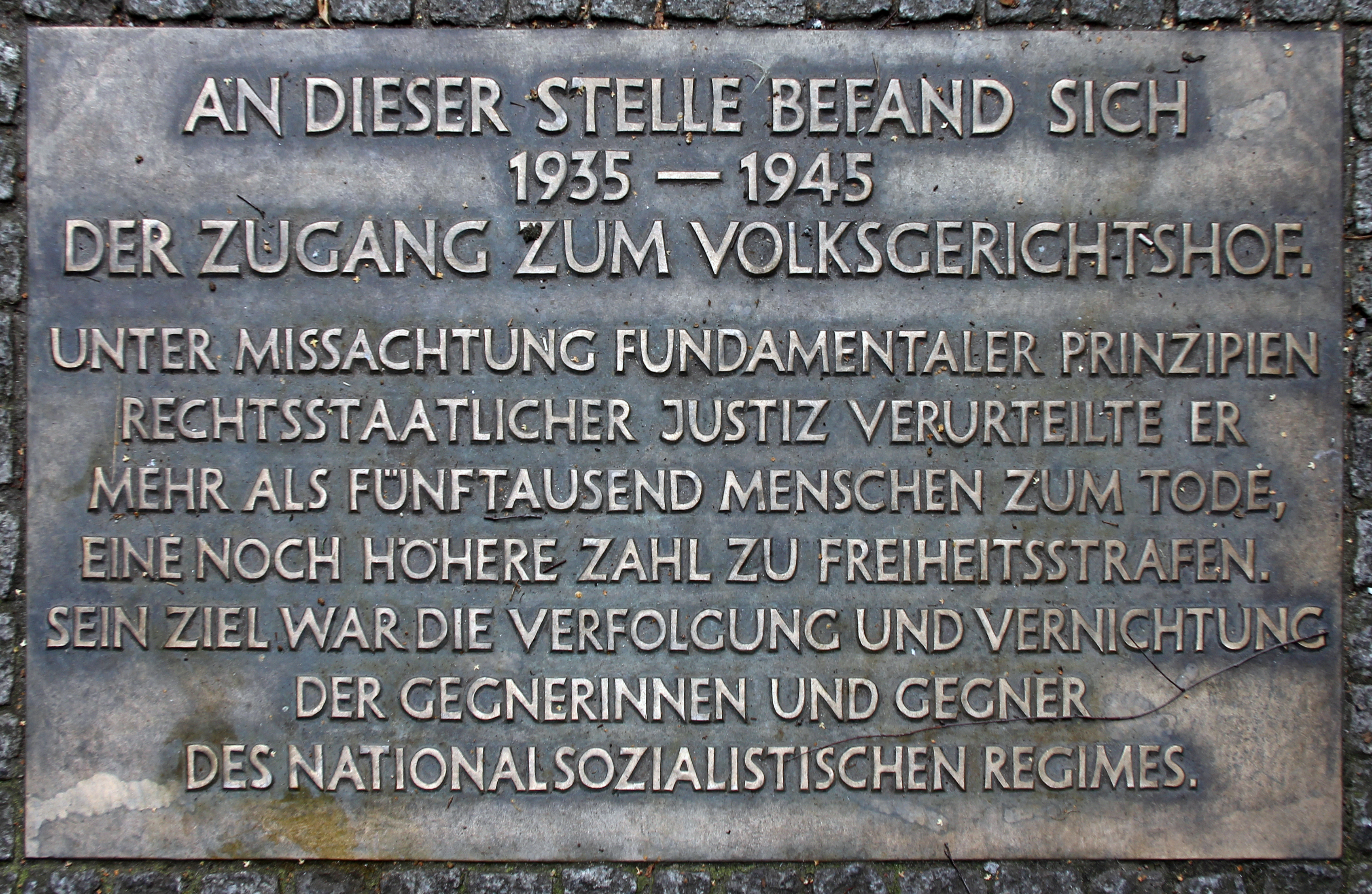
Gedenktafel, Bellevuestraße 3, in Berlin-Tiergarten

In der Amerikanischen Besatzungszone verurteilte 1947 im Nürnberger Juristenprozess ein Militärgericht den Oberreichsanwalt beim Volksgerichtshof Ernst Lautz zu zehn Jahren Zuchthaus. In der Sowjetischen Besatzungszone wurden am 29. Juni 1948 vier ehemalige Richter und Staatsanwälte gerichtlich zu Haftstrafen verurteilt. In der DDR wurden fünf Angehörige des Volksgerichtshofs verurteilt: Vier davon 1950 vor dem Landgericht Chemnitz (darunter auch ein Todesurteil gegen Wilhelm Klitzke) und zuletzt 1982 Erich Geißler.
Der Bundesgerichtshof billigte 1956 den Angehörigen des Volksgerichtshofs das so genannte Richterprivileg zu, wonach keiner wegen Rechtsbeugung oder anderen Delikten verurteilt werden kann, wenn er sich an damals geltende Gesetze gehalten hat bzw. das Unrecht seines Tuns nicht erkannt hat. Zwar gab es gegen Ende der 1960er Jahre mit dem Verfahren gegen Volksgerichtshof-Richter Hans-Joachim Rehse einen zaghaften Versuch zur strafrechtlichen Aufarbeitung des durch den Volksgerichtshof begangenen Unrechts, doch verstarb der Angeklagte vor einem letztinstanzlichen Urteil.
Die Berliner Staatsanwaltschaft erhob – nach Wiederaufnahme der Ermittlungen 1979 – am 6. September 1984 Anklage gegen Paul Reimers, einen früheren Beisitzer Freislers im 1. Senat des Volksgerichtshofes, wegen vollendeten Mordes in 62 und wegen versuchten Mordes in 35 Fällen. Sie stellte im juristischen Ergebnis ihrer Ermittlungen fest, dass der Volksgerichtshof, jedenfalls seit dem Amtsantritt Freislers im August 1942, nicht mehr als ein ordentliches Gericht, sondern nur noch als Scheingericht anzusehen war. Noch im selben Jahr, vor Eröffnung des Hauptverfahrens, nahm sich der 82-jährige Angeschuldigte das Leben. Die weiteren Ermittlungsverfahren wurden bis 1991 endgültig eingestellt, da kein verhandlungsfähiger Beschuldigter mehr lebte.
Die bundesdeutsche Nachkriegsjustiz zog keinen der etwa 570 Richter und Staatsanwälte strafrechtlich zur Rechenschaft. Viele blieben während der Nachkriegsjahre in Westdeutschland im Richterdienst:
- Hans-Dietrich Arndt: Senatspräsident beim Oberlandesgericht Koblenz
- Robert Bandel: Oberamtsrichter in Kehl
- Karl-Hermann Bellwinkel: Erster Staatsanwalt in Bielefeld
- Erich Carmine: Amtsgerichtsrat in Nürnberg
- Christian Dede: Landgerichtsdirektor in Hannover
- Johannes Frankenberg: Oberamtsrichter in Münnerstadt
- Andreas Fricke: Landgerichtsrat in Braunschweig
- Wilhelm Grendel: Oberlandesgerichtsrat in Celle
- Wilhelm Hegener: Amtsgerichtsrat in Salzkotten
- Ferdinand Herrnreiter: Landgerichtsdirektor in Augsburg
- Konrad Höher: Staatsanwalt in Köln
- Rudolf Indra: Landgerichtsrat in Gießen
- Helmut Jaeger: Oberlandesgerichtsrat in München
- Leo Kraemer: Oberstaatsanwalt in Köln
- Hans Werner Lay: Oberlandesgerichtsrat in Karlsruhe
- Heinz Günter Lell: Oberstaatsanwalt
- Alfred Münich: Senatspräsident beim Oberlandesgericht München
- Paul Reimers: Landgerichtsrat in Ravensburg
- Hans-Ulrich von Ruepprecht: Oberlandesgerichtsrat in Stuttgart
- Adolf Schreitmüller: Landgerichtsdirektor in Stuttgart
- Edmund Stark: Landgerichtsdirektor in Ravensburg

Oberreichsanwalt Lautz wurde nach weniger als vier Jahren begnadigt und in der jungen Bundesrepublik Deutschland mit einer Pension bedacht. Die Witwe Freislers erhielt über Jahrzehnte eine erhöhte Altersversorgung. Das zuständige Versorgungsamt behauptete, ihr im Zweiten Weltkrieg verstorbener Mann hätte in der Bundesrepublik seine Juristenkarriere fortgesetzt. Die obigen Fälle machen dies tatsächlich glaubhaft.
Arno von Lenski, Kommandeur der 24. Panzerdivision, war ehrenamtliches Mitglied des Volksgerichtshofes und später General der Nationalen Volksarmee der DDR.
Für Beihilfe und Denunziation in Zusammenhang mit Verfahren vor dem Volksgerichtshof wurden vier Personen strafrechtlich haftbar gemacht.

## Politische Entscheidungen der Nachkriegszeit
Im Anschluss an die letzte Anklageerhebung hatte der Deutsche Bundestag am 25. Januar 1985 in einer politischen, juristisch unverbindlichen Entschließung den Volksgerichtshof einstimmig als „Terrorinstrument zur Durchsetzung nationalsozialistischer Willkürherrschaft“ bewertet und dessen Urteilen jede Rechtswirkung in der Bundesrepublik Deutschland abgesprochen. Rechtsverbindlich wurden die Urteile des Volksgerichtshofs und der Sondergerichte erst 1998 durch das Gesetz zur Aufhebung nationalsozialistischer Unrechtsurteile in der Strafrechtspflege aufgehoben.

## Opfer des Volksgerichtshofs
Von den rund 18.000 Verurteilten des Volksgerichtshofes (davon über 5.000 Todesurteile) kann hier nur eine kleine Auswahl gegeben werden:
Robert Abshagen –
Walter Arndt –
Hans-Jürgen Graf von Blumenthal –
Hasso von Boehmer –
Eugen Bolz –
Klaus Bonhoeffer –
Bruno Binnebesel – Egon Bresz – Philipp Brunnemer –
Gustav Dahrendorf –
Alfred Delp – Benita von Falkenhayn – Jakob Faulhaber -
Erich Fellgiebel –
Eberhard Finckh – Rudolf Fischer – Ewald Funke –
Maria Fischer –
Reinhold Frank –
Eugen Gerstenmaier –
Carl Friedrich Goerdeler – Artur Göritz –
Willi Graf –
Albrecht von Hagen –
Nikolaus Christoph von Halem –
Elise Hampel –
Otto Hermann Hampel –
Paul von Hase –
Robert Havemann –
Andreas Hermes – Liselotte Herrmann – Helle Hirsch –
Hans Hirzel –
Erich Hoepner –
Caesar von Hofacker –
Andreas Hofer – Rosa Hofmann –
Helmuth Hübener –
Kurt Huber –
Marie-Luise Jahn –
Jens Jessen – Reinhold Julius
Friedrich Karl Klausing –
Erich Knauf –
Karlrobert Kreiten –
Rudolf Kriß – Johann Kupka – Anton Kurz –
Hermann Lange – Rudolf Langendorf - 
Julius Leber – Georg Lechleiter -
Georg Lehnig –
Hans Conrad Leipelt –
Franz Leuninger –
Wilhelm Leuschner – Bruno Lindenau – Stefan Lovasz –
Hermann Maaß –
Heinrich Maier – Rudolf Maus –
Max Josef Metzger –Ludwig Moldrzyk -
Helmuth James Graf von Moltke –
Eduard Müller –
Franz J. Müller – Renate von Natzmer –
Thomas Olip –
Erwin Planck –
Johannes Prassek –
Christoph Probst –
Siegfried Rädel –
Adolf Reichwein –
Fritz Riedel –
Josef Römer –
Axel Rudolph –
Willy Sachse – Lothar Salinger –
Karl Schapper – Robert Schmoll –
Alexander Schmorell –
Hans Scholl –
Sophie Scholl –
Friedrich-Werner Graf von der Schulenburg –
Fritz-Dietlof von der Schulenburg –
Eva Schulze-Knabe –
Bernhard Schwentner –
Ulrich Wilhelm Graf Schwerin von Schwanenfeld –
Werner Seelenbinder – Daniel Seizinger – Alfred Seitz – Käthe Seitz – Eugen Sigrist –
Willi Skamira –
Robert Stamm –
Berthold Schenk Graf von Stauffenberg –
Karl Friedrich Stellbrink –
Hellmuth Stieff – Josef Tippelt –
Adam von Trott zu Solz –
Robert Uhrig  – Karl Vorberg – Max Winterhalter –
Joseph Wirmer –
Eleonore Wolf –
Johannes Wüsten –
Peter Graf Yorck von Wartenburg –
Erwin von Witzleben.
Ende 1942 wurden die Mitglieder der jüdischen Widerstandsgruppe Baum vom Volksgerichtshof abgeurteilt, wobei bei insgesamt 27 Angeklagten 21 Todesurteile ergingen.